# Kimberly J. Brown
Kimberly Jean Brown est une actrice américaine née le 16 novembre 1984.

## Filmographie

### Cinéma
- 1993 : Le Bon Fils
- 1994 : Princess Caraboo
- 1998 : 1 001 Pattes
- 1999 : Libres comme le vent : Ava Walker
- 2001 : The Blue Diner
- 2005 : Be Cool : Tiffany
- 2006 : Big Bad Wolf : Samantha "Sam" Marche

### Télévision
- 1990 : The Baby-Sitters Club : Amanda Delaney
- 1993 : Haine et Passions : Marah Lewis #3
- 1996 : Christmas in Cartoontown
- 1997 : Ellen Foster : Dora
- 1997 : Kyûketsuki Miyu : Miyu #2
- 1998 : Unhappily Ever After : Helena/Girl # 1
- 1998 : Les Sorcières d'Halloween : Marnie Piper
- 1998 : Les jumelles s'en mêlent : Nicole
- 1999 : Les Anges du bonheur : Amy
- 2000 : Quints : Jamie Grover
- 2001 : Der kleine Eisbär : Lona
- 2001 : Les Sorcières d'Halloween 2 : Marnie Piper
- 2002 : Rose Red : Annie Wheaton
- 2002 : My Sister's Keeper : Christine Chapman Jeune
- 2003 : New York, unité spéciale (saison 4, épisode 24) : Jessica Morse / Margery Maddox
- 2004 : Les Sorcières d'Halloween 3 : Marnie Piper
- 2004 : Switched ! : Elle-même
- 2004 : Bronx à Bel Air : Sarah Sanderson
- 2010 : Friendship! : Dorothée
- 2013 : Low Winter Sun : Shana Taylor (5 épisodes)
- 2018 : Mondays : Older Kelly (épisode That Time When I Met My Future Self)
- 2019 : Crossword Mysteries : Proposing Murder : Angela
- 2021 : General Hospital : Chloe Jennings
- 2023 : The ghost and Molly McGee : Blair (voix)